# Serre (Italie)
Pour les articles homonymes, voir Serre (homonymie).
Serre est une commune de la province de Salerne, dans la région Campanie, en Italie.

## Administration
| Période                                  | Période | Identité | Étiquette | Qualité |
| ---------------------------------------- | ------- | -------- | --------- | ------- |
|                                          |         |          |           |         |
| Les données manquantes sont à compléter. |         |          |           |         |

### Communes limitrophes
Albanella, Altavilla Silentina, Campagna, Eboli, Postiglione.